# Coëtlogon, Côtes-d'Armor

Coëtlogon este o comună în departamentul  Côtes-d'Armor, Franța. În 1 ianuarie 2022 avea o populație de 225 de locuitori.